# جمعية الهلال الأحمر اليمني
جمعية الهلال الأحمر اليمني هي منظمة إنسانية يمنية تأسست في اليمن الجنوبي عام 1968، وفي اليمن الشمالي عام 1970. تم الدمج بينهما بعد الوحدة بين الجمهورية العربية اليمنية وجمهورية اليمن الديمقراطية الشعبي في أكتوبر 1993. وهي عضو في الاتحاد الدولي لجمعيات الصليب الأحمر والهلال الأحمر منذ عام 1982.

## وصلات خارجية
- الموقع الرسمي